# Rollet
A Rollet (korábban Parkour Technologies Kft., 2020-tól Rollet Kft.) magyar IoT és SaaS startup cég, az automatizált autós fizetés koncepciójának kitalálója és megvalósítója. Székhelyük Budapesten található, alapító-vezérigazgatója Andy Zhang, egykori OnePlus alapító tag. A Rollet 2020-ban felkerült a legrangosabb technológia szaklap, a The Next Web TOP5 magyar startupja listára.

## Története
2017-ben alapította Andy Zhang és Fendrik László, az „alapötletet egy 2016-os kellemetlen élmény adta”, mesélik a Forbes magazinban. A parkolóházból való kihajtáskor nem működött a jegyautomata, így a távozás folyamata a szokásos pár percről 20 percre nőtt. Ekkor fogalmazódott meg az alapítókban a kérdés: „Ha tudunk már telefon érintéssel fizetni a boltokban, akkor miért ne fizethetnénk a saját autónkkal egy parkolóházban?”
A Rollet autós fizetés először 2018-ban indult el Debrecenben, ahol egy mélygarázsban és egy zárt parkolóban vált elérhetővé a teljesen automatizált rendszer.
Országosan ma már több, mint 30 lokációval rendelkeznek, ezek egy része elérhető a Rollet alkalmazást használó felhasználók számára Budapesten, Debrecenben, köztük a Debreceni nemzetközi repülőtéren és Siófokon.
A startup cég ezenfelül forgalomirányítási megoldást kínál olyan irodaházaknak és logisztikai központoknak, mint a Microsoft Magyarországnak is helyet adó Graphisoft Parknak, a Google magyar székhelyét biztosító Óbuda Gate irodaháznak, illetve az Audi magyarországi telephelyének Győrben.

## Technológia
A Rollet egy olyan innovatív, felhőalapú szolgáltatás, amely lehetővé teszi az autóval történő áthajtásos fizetést. Az autó lényegében egy fizetési eszköz lesz a Rollet számítógépes látás alapú járműfelismerő rendszerének köszönhetően, így nincs szükség manuális aprópénzes vagy bankkártyás fizettetésre parkolóautomatánál, benzinkúton, vagy egy áthajtásos gyorséttermi fizetésnél sem.
A felhasználó a fizetési szolgáltatást alkalmazás letöltésével vehet igénybe. Az alkalmazás telepítését, a jármű, illetve a bankkártya adatok rögzítését követően a felhasználó számára elérhető válik az érintésmentes fizetés. A interakció-mentes felhasználói élményt a járműfelismerőkamera biztosítja, a jármű azonosítása után a kamerák automatikusan elindítják az adott szolgáltatást, majd a Rollet Pay segítségével 2 másodpercben belül befejezi a fizetési tranzakciót.

## Érintésmentes fizetés
Az érintésmentes fizetés lényege, hogy a felhasználó áthajtás során fizeti ki az adott szolgáltatást parkolóházban, benzinkúton vagy egy drive-through gyorsétteremben.
A már megszokott érintéses fizetéssel ellentétben, a bankkártyát maga az autó jelenti. Ahol Rollet terminál telepítve van, ott a regisztrált felhasználók azonnal képesek a „guruló bankkártyával” fizetni úgy, hogy lényegében nem kell megállni ahhoz, hogy fizetni tudjanak.

## Fizetési szolgáltatás elérhetősége
| Parkolás | Budapest | 13 parkoló                    | Királyhágó téri parkoló, Dunavirág parkoló, Podmaniczky utcai parkoló, Üllői úti parkoló (2), Kertész utcai parkoló, Lajos utcai parkoló, Bogdánfy utcai parkoló, szentendrei Mömax parkoló, Dohány utcai parkoló, Visegrádi utcai parkoló, Pálya utcai parkoló, Szabolcs utcai parkoló |
| Parkolás | Debrecen | 8 parkoló, illetve mélygarázs | Bethlen utcai mélygarázs, Kölcsey Központ mélygarázs, Igazságügyi központ mélygarázs, Jászai Mari parkoló, Halköz mélygarázs, Nagyerdei mélygarázs, Debreceni nemzetközi repülőtér parkoló                                                                                              |
| Parkolás | Siófok   | 1 parkoló                     | Kinizsi Pál utca |

## Termékek

### Rollet Pay
Érintésmentes, áthajtásos fizetést biztosító technológia parkolóházaknak, benzinkutaknak, áthajtásos gyorséttermeknek stb.

### Rollet Platform
White-labeled megoldás Rollet alkalmazás mintára.

### Rollet Industrial
Forgalomirányítási, beléptető rendszer irodaházaknak, gyár területeknek, logisztikai zónáknak.

## Díjak
2019: CEE Property Forum Bécs 2019 – Közép-Európa Legígéretesebb Startupja Díj

## Nemzetközi megjelenések
| Év   | Esemény                               | Kategória                             | Megjelenés formája |
| ---- | ------------------------------------- | ------------------------------------- | ------------------ |
| 2020 | The Next Web 2020 Amsterdam           | Technológiai konferencia              | előadó             |
| 2020 | Future of Payments Summit 2020 London | Pénzügyi, és technológiai konferencia | előadó             |
| 2020 | MOVE 2020 London                      | Mobilitási konferencia                | kiállító, előadó   |
| 2019 | Web Summit 2019 Lisszabon             | Technológiai konferencia              | kiállító, előadó   |